# Diospyros elliptifolia
Diospyros elliptifolia är en tvåhjärtbladig växtart som beskrevs av Elmer Drew Merrill. Diospyros elliptifolia ingår i släktet Diospyros och familjen Ebenaceae. Inga underarter finns listade i Catalogue of Life.